# IJzergieterij (bedrijf)

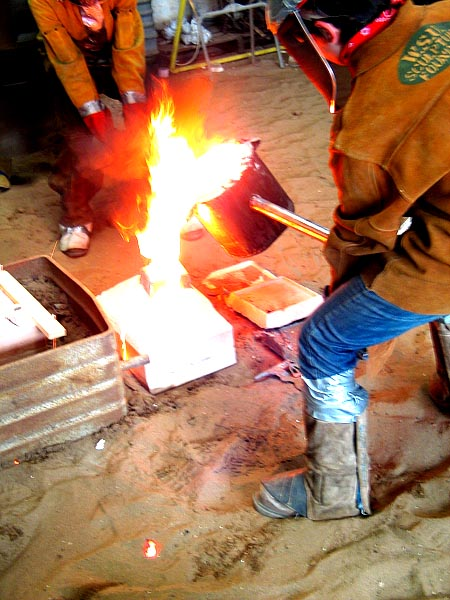
IJzergieten

Een ijzergieterij is een gieterij, waar gietijzer wordt gesmolten en in gietvormen wordt gegoten zodat producten in de gewenste vorm ontstaan.

## Ontwikkeling
Traditionele ijzergieterijen, in Nederland begon de eerste in 1689, maakten tal van producten en waren soms voorzien van plaatwerkerijen, smederijen, emailleerderijen en dergelijke.
De ijzergieterij ontwikkelde zich, mede door de uitvinding van temperijzer en nodulair gietijzer, alsmede tal van legeringen, tot een tak van industrie die precisiegietwerk kon leveren wat zijn toepassing vond in de machine- en apparatenbouw, de automobielindustrie en dergelijke. 
Door de processtappen in hoge mate te mechaniseren werd het ook mogelijk om grote series van dit gietwerk tegen een aanvaardbare prijs te leveren.
Door de komst van nieuwe materialen werden de bestaande toepassingen geleidelijk in andere materialen uitgevoerd, zoals kunststof of aluminium.

## Proces

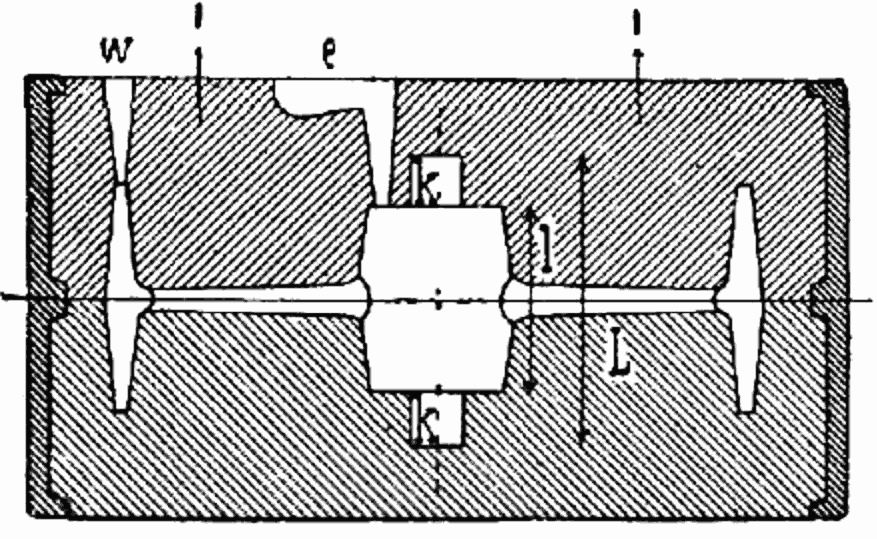
Doorsnede door een gietvorm met gietlopen en stijgers

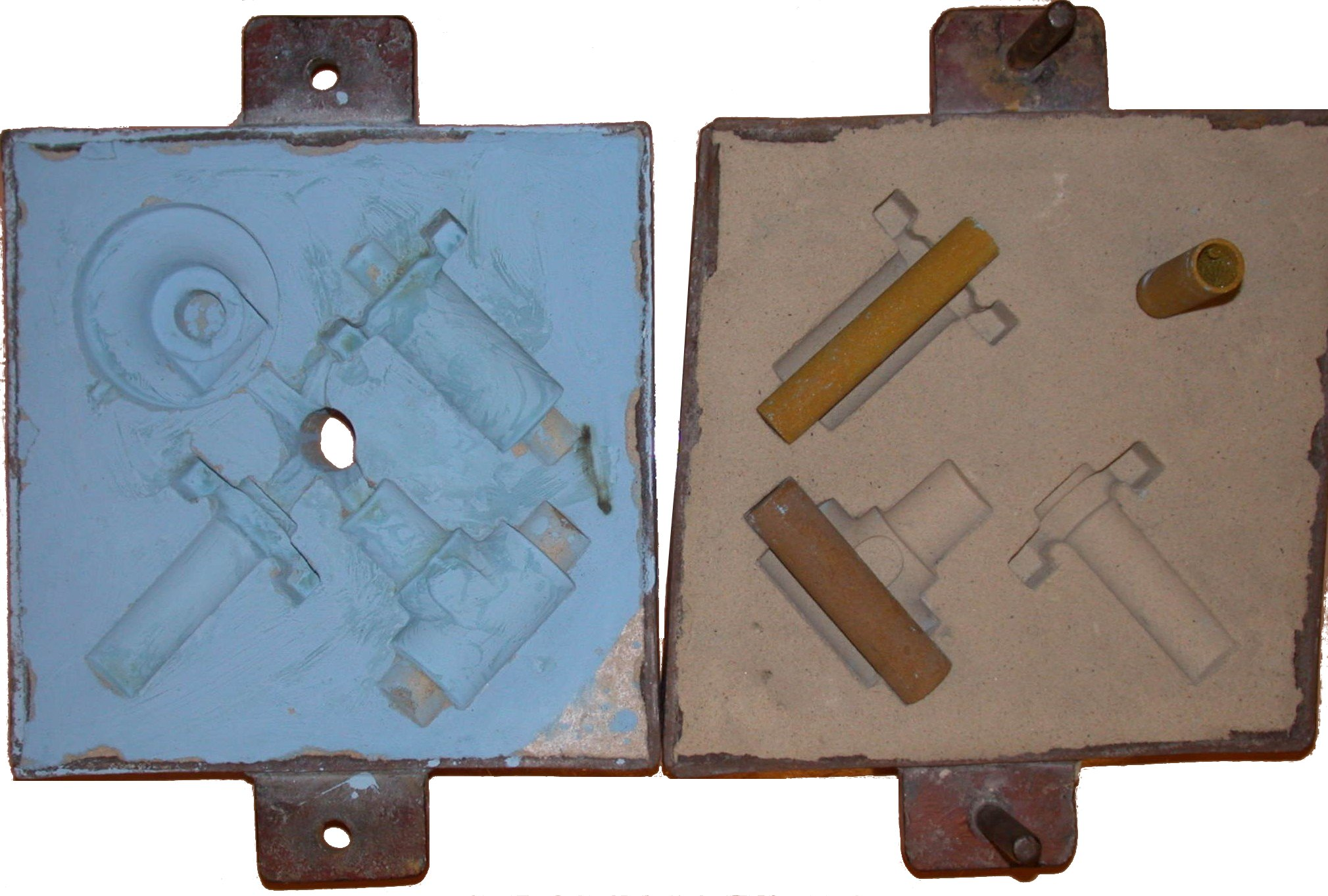
Boven- en onderhelft van een gietvorm, met kernen

Het gietproces bestaat uit een aantal productiestappen:
- In een smeltoven, zoals een koepeloven, wordt een hoeveelheid ruwijzer, schroot en eventueel wat ijzererts gestapeld, tezamen met gietcokes en de toeslagstof kalksteen. Het geheel wordt tot smelten gebracht waarbij de cokes als brandstof dient. De toeslag bindt zich met de verontreinigingen tot slak. Indien een elektrische oven wordt toegepast vervalt de cokes.

- Een gietvorm moet worden vervaardigd. Dit is een matrijs die vroeger uit leem bestond, dat later vervangen werd door vormzand, waaraan bentoniet of chemische bindmiddelen worden toegevoegd. De gietvorm wordt gemaakt aan de hand van een houten of metalen model, tegenwoordig vaak vervaardigd van aluminium. Indien holten in het gietstuk aanwezig moeten zijn, worden daartoe gietkernen aangebracht. De gietvorm bevat niet enkel een holte die overeenkomt met het te vervaardigen product, doch tevens gietlopen (om het ijzer toe te voegen) en opkomers (waarin het vloeibaar metaal opstijgt om te garanderen dat de holte geheel gevuld is).

- Na het gieten worden gietvorm en gietstuk gescheiden. Het vormzand wordt geregenereerd en opnieuw gebruikt. Het gietstuk wordt nabewerkt, waarbij onder meer de gietlopen en opkomers, alsook de bramen, worden weggeslepen.

In plaats van de smeltoven heeft men in het verleden voor het gietproces ook vloeibaar ijzer aangewend dat rechtstreeks van een kleine hoogoven afkomstig was.

## Producten
Gietijzer is van nature hard, maar bros. De volgende producten werden door gieterijen vervaardigd:
- Militaire goederen, zoals bommen en mortiergranaten
- Scheepsbeslag, waaronder ook ballastgewichten
- Constructiedelen, zoals stationsoverkappingen, pilaren, vensters, spiltrappen, dakgoten, hekwerken
- Straatmeubilair, zoals lantaarnpalen, brievenbussen en waterpompen
- Machinedelen, zoals molenassen, spoorwielen
- Buisleidingen
- Huishoudelijke voorwerpen, zoals potten en pannen
- Siervoorwerpen en -ornamenten
- Onderdelen van kolenkachels

## IJzergieterijen
Gietijzer wordt geproduceerd in ijzergieterijen. Voorbeelden hiervan in Nederland zijn of waren:
- Asser IJzergieterij
- IJzergieterij De Prins van Oranje
- IJzergieterij en emailleerfabrieken Vulcaansoord
- IJzergieterij De Globe
- Gieterij Asselbergs
- Rademakers (metaalbedrijf)
- Zimmer (bedrijf)